# Jin Hee-kyung
Jin Hee-kyung (en hangul, 진희경; hanja, 陳熙瓊; RR: Jin Hui-gyeong; nacida eñ 7 de septiembre de 1968) es una actriz surcoreana.

## Carrera
Es miembro de la agencia C-JeS Entertainment.
En marzo de 2019 se unió al elenco de la serie Doctor Prisoner, donde dará vida a donde dio vida a Mo Yi-ra, una ex-actriz que se casa con Lee Duk-sung y se convierte en la madrastra de Lee Jae-joon (Choi Won-young) y Lee Jae-in (Lee Da-in), y aunque se mantiene cauta ante ellos, está dispuesta a hacer cualquier cosa por su hijo Lee Jae-hwan (Park Eun-suk).
En el 2020 se unió al elenco invitado de la serie I'll Go To You When The Weather Is Nice donde interpretó a Shim Myeong-joo, la madre de Mok Hae-won (Park Min-young) y hermana de Shim Myung-yeo (Moon Jeong-hee), hasta el final de la serie el 21 de abril del mismo año.
En noviembre de 2021 se confirmó que se había unido al elenco de la serie The Killer's Shopping List, donde interpreta a Jung Myung-sook, la propietaria del supermercado y la intrépida madre de Ahn Dae-sung (Lee Kwang-soo).

## Filmografía

### Series de televisión
| Año  | Título                                  | Personaje          | Red                    | Notas                     |
| ---- | --------------------------------------- | ------------------ | ---------------------- | ------------------------- |
| 1998 | White Nights 3.98                       | Oh Seong-shim      | SBS                    |                           |
| 2001 | Lovers                                  | Hee-kyung          | MBC                    |                           |
| 2003 | Lady Next Door                          | Kim Soo-mi         | MBC                    |                           |
| 2004 | Passion                                 | Seok In-hee        | MBC                    |                           |
| 2005 | Sad Love Story                          | Lee Mi-sook/Audrey | MBC                    |                           |
| 2006 | Jumong                                  | Yeo Mi-eul         | MBC                    |                           |
| 2011 | Poseidon                                | Hyun Hye-jung      | KBS2                   |                           |
| 2013 | The Firstborn                           | Kim Eun-soon       | jTBC                   |                           |
| 2014 | The Idle Mermaid                        | Hong Myung-hee     | tvN                    |                           |
| 2015 | Heart to Heart                          | Hwang Moon-sun     | tvN                    |                           |
| 2015 | More Than a Maid                        | Lady Han           | JTBC                   |                           |
| 2015 | My Mom                                  | Na-mi              | MBC                    |                           |
| 2017 | Fight for My Way                        | Hwang Bok-hee      | KBS2                   |                           |
| 2019 | Doctor Prisoner                         | Mo Yi-ra           | SBS                    |                           |
| 2020 | I'll Go To You When The Weather Is Nice | Shim Myeong-joo    | JTBC                   |                           |
| 2020 | Did We Love?                            | Joo Bo-hye         | JTBC                   |                           |
| 2021 | Hello, Me!                              | Escritora Kim      | -                      | Aparición especial, ep. 4 |
| 2021 | Somehow Family                          | Ella misma         | TV Chosun              |                           |
| 2022 | The Killer's Shopping List              | Jung Myung-sook    | tvN                    | [ 10 ] [ 11 ] [ 12 ]      |
| 2023 | The Matchmakers                         | Reina de Joseon    | KBS2                   | [ 13 ] [ 14 ]             |
| 2024 | Cinderella at 2 AM                      |                    | Coupang Play Channel A |                           |

### Cine
| Año  | Título                                       | Personaje                  |
| ---- | -------------------------------------------- | -------------------------- |
| 1994 | Coffee, Copy and a Bloody Nose               | Kang Ji-soo                |
| 1994 | Deep Scratch                                 |                            |
| 1996 | The Gingko Bed                               | Mi-dan                     |
| 1997 | Holiday in Seoul                             | modelo de piernas          |
| 1997 | Motel Cactus                                 | Choi Hyun-joo              |
| 1998 | Girls' Night Out                             | Yeon                       |
| 1999 | A Growing Business                           | Esposa del Presidente Wang |
| 2000 | General Hospital, the Movie: A Thousand Days | Lee Seung-hyun             |
| 2000 | Plum Blossom                                 | Yun Jeong-hye              |
| 2000 | Jakarta                                      | Red                        |
| 2001 | I Wish I Had a Wife                          | Tae-ran (cameo)            |
| 2001 | Ciao                                         | Madre                      |
| 2002 | Marrying the Mafia                           | Won Hye-sook               |
| 2004 | Dance with Solitude                          | Soon-ah                    |
| 2006 | Now and Forever                              | Enfermera Won              |
| 2011 | Sunny                                        | Ha Chun-hwa                |
| 2021 | Citizen Deok Hee                             |                            |

## Premios y nominaciones
| Año  | Categoría        | Premio                | Trabajo      | Resultado |
| ---- | ---------------- | --------------------- | ------------ | --------- |
| 1995 | Best New Actress | 33rd Grand Bell Award | Deep Scratch | Ganó      |